# Regine Schwarz
Regine „Mascha“ Schwarz (* 1965 in Heilbronn), Künstlername Maggie Schneider bzw. Mascha, ist eine deutsche Verlegerin, Autorin, Regisseurin und Musikerin.

## Leben
Regine Schwarz, auch als Mascha Schwarz auftretend, ist die älteste Tochter von Dieter Schwarz, Unternehmensgründer und Eigentümer der Schwarz-Gruppe (Kaufland/Lidl) und dessen Ehefrau Franziska (geb. Weipert). Sie hat mit Monika Römer eine drei Jahre jüngere Schwester.
Schwarz besuchte die private Merz-Schule in Stuttgart. Nach einem Fotografie-Studium an der Fotoakademie in München arbeitete sie als freie Fotografin, Regisseurin und Drehbuchautorin für Film- und Fernsehproduktionen. 2006 gründete sie in Berlin-Friedenau zusammen mit Sascha Nicoletta Simon den Tulipan-Verlag, inzwischen mit Hauptsitz in München; einen Verlag, in dem Bilderbücher und Romane für Kinder erscheinen. 2008 veröffentlichte sie unter dem Künstlernamen Maggie Schneider zusammen mit der Illustratorin Jacky Gleich ihr erstes Buch Opa Meume und ich, ein Kinderbuch, für das sie mit zahlreichen Preisen ausgezeichnet wurde, unter anderem dem Prix Cronos 2010. Für Hilde Elisabeth Menzel in der Zeit war das Buch ein bewegendes Debüt über ein mutiges und sensibles Kind, das mehr Verständnis für die Not eines alten Menschen habe als die Erwachsenen. Es ergreife Herz und Hirn. Im Oktober 2019 hat Schwarz sich aus dem operativen Geschäft des Tulipan-Verlags zurückgezogen.
Im Jahr 2020 war sie Model für die Vogue zum Thema Solidarität unter Frauen.
2021 präsentierte sie als Mascha mit „Shine“ ihr Debütalbum als Musikerin im Bereich elektronische Musik.
Zusammen mit ihrer Schwester ist sie seit 2021 im Unternehmen der Schwarz-Gruppe aktiv und übernimmt Führungsaufgaben. Nach dem Tod von Dieter Schwarz sollen seine beiden Töchter die Dieter Schwarz Stiftung mitlenken. Der Vater – das Magazin Forbes schätzte 2023 das Vermögen von Dieter Schwarz auf 39,2 Milliarden US-Dollar, womit er auf Platz 1 in der Liste der reichsten Deutschen stünde – hatte den beiden Töchtern bereits zum 18. Geburtstag millionenschwere Immobilien- und Firmenbeteiligungen überschrieben. Sie ist Gesellschafterin der DIPAT Die Patientenverfügung GmbH und der Stern Holding GmbH.

## Filme (Auswahl)
- 1990: Unter Freunden (Regie-Assistenz)[16]
- 1990: Julia und die Wellen (Regie-Assistenz)[17]
- 1992: Hochzeitsnacht (Regie),[18] Uraufführung Internationale Hofer Filmtage[19][20]

## Musik (Auswahl)

### Alben
- 2021: Shine
- 2023: Feel Loved[21]
- 2023: Kundalinimylove Mantras & More[22]

## Privates
Schwarz lebt mit ihrem Mann und ihren vier Kindern, zwei Töchtern und zwei Söhnen, in München.